# الأبرق (محافظة العيص)
الأبرق، قرية من قرى محافظة العيص، والتابعة لمنطقة المدينة المنورة في السعودية. تقع في شمال المدينة المنورة، وتبعد عن العيص بمسافة تقارب (100) كيلو متر.

## مركز الأبرق
مركز الأبرق: هو من مراكز فئة (أ)وتأسس عام 1392
الموقعيقع المركز في الجزء الشمالي من محافظة العيص.
المساحةتبلغ مساحته (1,404كم2)، وتمثل 4,80% من مساحة المحافظة، ويأتي في المرتبة العاشرة من حيث المساحة.
السكانيبلغ عدد سكانه (690) نسمة، ويأتي في المرتبة الرابعة عشرة.
بعد المركز عن المحافظةيقع المركز على بعد (100 كم) من المحافظة، والطريق المؤدي إليها مسفلت ويعتبر المركز في المرتبة الحادية عشرة من حيث القرب من مقر المحافظة.
يرتبط بالمركز عدد أربعة قرى هي هدية ويسكنها قبيلة الطوالعة من عنزة وحريمل ويسكنها قبيلة الزوايدة من جهينة وبرمة والعديد من موارد البادية مثل مورد براقة وتيثان والاشجعي وغيرها ويخترق وادي خيبر نطاق المركز من الشرق للغرب ويعتبر من اغنى المراكز بالاشجار والغابات الطبيعية وتمر سكة حديد الحجاز بنطاق المركز من الشمال إلى الجنوب ولا تزال اثارها موجودة على الطبيعة 

## التاريخ
تأسست هجرة الابرق عام 1347 إحدى قرى قبيلة الطوالعة من عنزة برئاسة الشيخ عبد الله بن غالب بن خريقين (شيخ فخذ الخراقية من الطوالعه).